# Commune de Sangaste
Cet article concerne l'ancienne commune. Pour le village, voir Sangaste.

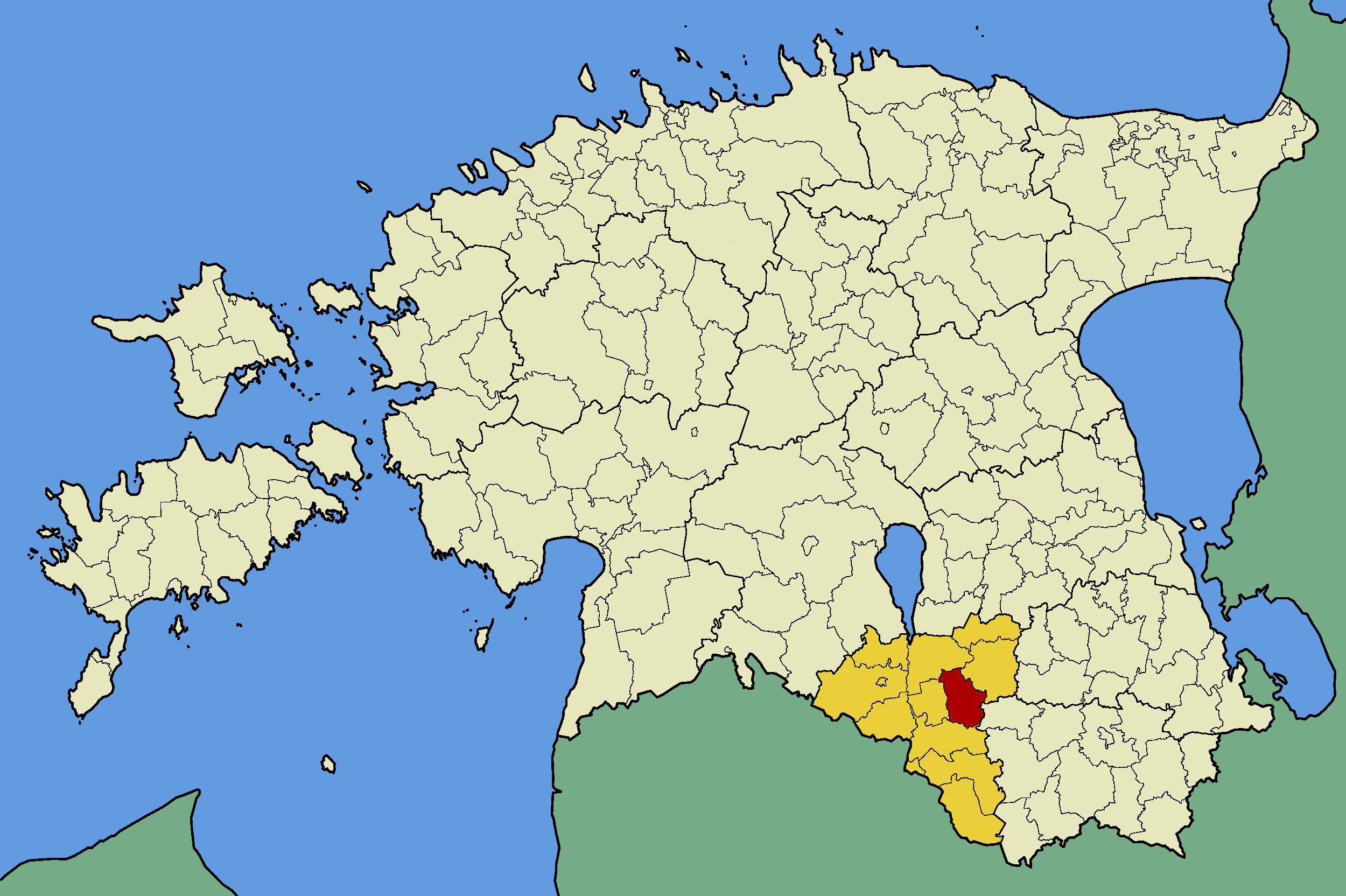
Localisation de l'ancienne commune de Sangaste (rouge), dans le comté de Valga (jaune).

Sangaste (en estonien : Sangaste vald) est une ancienne commune située dans le comté de Valga en Estonie. Son chef-lieu était le bourg de Sangaste.

## Géographie
Elle s'étendait sur une superficie de 144,72 km2 au nord-est du comté.
Elle comprenait le petit bourg de Sangaste, ainsi que les villages de Ädu, Keeni, Kurevere, Lauküla, Lossiküla, Mäeküla, Mägiste, Pringi, Restu, Risttee, Sarapuu, Tiidu et Vaalu.

## Histoire
La commune disparaît lors de la réorganisation administrative d'octobre 2017 et est rattachée à celle d'Otepää.

## Démographie
En 2012, la population s'élevait à 1 297 habitants.

## Personnalités
- Comte Friedrich Wilhelm von Berg (1793-1874), gouverneur-général du grand-duché de Finlande, sous l'Empire russe ;
- August Gailit (1891-1960), écrivain ;
- Aarne Viisimaa (1898-1989), cantatrice.